# Irmintrudis von Mylendonk
Irmintrudis von Mylendonk (13. Jh.) entstammte dem seit 1166 nachweisbaren niederrheinischen Adelsgeschlecht der Herren von Myllendonk und war die Schwester des Benediktinerabtes Caesarius von Milendonk, der später als einfacher Mönch zu den Zisterziensern übertrat.
Sie war Äbtissin des Klosters der Benediktinerinnen in Dietkirchen bei Bonn, wohin sie aus einem anderen Kloster vom Kölner Erzbischof Philipp gesandt worden war.